# Ósmy dzień tygodnia (film)
Ósmy dzień tygodnia (niem. Der achte Wochentag) – polsko-erefenowski film dramatyczny z 1958 roku w reżyserii Aleksandra Forda, zrealizowany na podstawie opowiadania Marka Hłaski pod tym samym tytułem.

## Opis fabuły
W Warszawie Agnieszka, studentka filozofii mieszka z rodzicami, bratem alkoholikiem i sublokatorem Zawadzkim. Zakochana jest w Piotrze, młodym architekcie mieszkającym w zrujnowanym działaniami wojennymi budynku. Gdy ów budynek ulega zniszczeniu, Piotr ubiega się o nowe mieszkanie, licząc że zamieszka w nim wraz z Agnieszką. Kochankowie są bowiem przekonani, że ich miłość jest przeklęta, gdyż nigdy nie mogą być na osobności w nieprzyjaznym mieście. Wydział kwaterunkowy wciąż odracza wnioski Piotra, czym bardziej frustruje jego i Agnieszkę. Chroniąc się przed deszczem zostają przypadkowo zamknięci na noc w domu towarowym. Kolorowa, nowoczesna wystawa artykułów dla młodych małżeństw kontrastuje z szarą rzeczywistością i wzbudza zachwyt podpitych kochanków. Rankiem Agnieszce udaje się uciec, lecz Piotr zostaje aresztowany pod zarzutem kradzieży. Składa obszerne wyjaśnienia na posterunku MO, gdzie sympatyzujący z nim milicjant puszcza go wolno. Za jego radą Piotr wciąż walczy o mieszkanie kwaterunkowe, ale Agnieszka poddaje się. Spędza noc z przypadkowym żonatym mężczyzną, z którym się upija, a potem on ją gwałci. Następnego dnia rozradowany Piotr informuje o przyznaniu dwuosobowego mieszkania. Agnieszka odpycha od siebie Piotra, który rozczarowany rzuca klucz od mieszkania i odchodzi. Agnieszka zdaje sobie sprawę co zrobiła i gdy jej wracający brat wręcza rzucony klucz, biegnie za Piotrem.

## Obsada aktorska
- Sonja Ziemann – Agnieszka Walicka
- Zbigniew Cybulski – Piotr Terlecki
- Tadeusz Łomnicki – Grzegorz Walicki
- Barbara Połomska – Ela
- Bum Krüger – ojciec Agnieszki
- Stanisław Milski – ojciec Agnieszki (głos)
- Ilse Steppat – matka Agnieszki
- Emil Karewicz – Zawadzki
- Jan Świderski – dziennikarz
- Zbigniew Wójcik – malarz
- Roman Hubczenko – urzędnik wydziału kwaterunkowego
- Alina Borkowska – tańcząca rock & rolla
- Kazimierz Dejunowicz – taksówkarz
- Władysław Dewoyno – porucznik MO
- Wiktor Grotowicz – mężczyzna z knajpy
- Leon Niemczyk – Ciapuś
- Włodzimierz Skoczylas – Pimpuś
- Lech Ordon – Duduś

## Emisje
Decyzją władz PRL film został uznany za „niesłuszny ideologicznie”, wstrzymany przez cenzurę od emitowania w polskich kinach oraz wycofany z festiwalu w Cannes. Prawa do dystrybucji dzieła w Stanach Zjednoczonych sprzedał za 25 tys. dolarów producent Artur Brauner, zaś negocjacje ze strony nabywcy prowadził Gene Gutowski. W PRL film stał się tzw. półkownikiem i swoją premierę miał dopiero w sierpniu 1983 w kinach studyjnych i dyskusyjnych klubach filmowych.